# Classe V (sous-marin)
Pour les autres classes de navires du même nom, voir classe V.
La classe V (ou  classe Vampire) est une classe de sous-marins construite pour la Royal Navy pendant la Seconde Guerre mondiale.

Les différentes unités furent réalisées sur les chantiers Vickers-Armstrongs  de Barrow-in-Furness ou de Walker-on-Tyne.

## Conception
Cette classe est similaire à la précédente classe U avec une amélioration du profil pour réduire le bruit et améliorer sa navigation en immersion. Seulement 22 unités ont été achevées sur les 42 prévues à l'origine. Sept bateaux ont reçu tout de même la lettre U à l'inverse des quatre bateaux de classe U qui ont reçu la lettre V.

## Les sous-marins de classe V
- Les huit premiers ont été commandés dans le cadre du programme de 1941, le 5 décembre.

| N° de coque | Nom                                | Lancement         | Service effectif | Chantier naval                       | Fin de carrière         | Photo |
| ----------- | ---------------------------------- | ----------------- | ---------------- | ------------------------------------ | ----------------------- | ----- |
| P68         | HMS Venturer- HNoMS Utstein (1946) | 4 mai 1943        | 19 août 1943     | Vickers-Armstrongs Barrow-in-Furness | démoli en janvier 1964  |       |
| P69         | HMS Viking- Utvaer                 | 5 mai 1943        | août 1943        | Vickers-Armstrongs Barrow-in-Furnes  | démoli le 11 avril 1949 |       |
| P71         | HMS Veldt RHS Pipinos (Y8)         | 19 juillet 1943   | novembre 1943    | Vickers-Armstrongs Barrow-in-Furness | démoli en février 1958  |       |
| P72         | HMS Vampire                        | 20 juillet 1943   | 13 novembre 1943 | Vickers-Armstrongs Barrow-in-Furness | démoli en mars 1950     |       |
| P73         | HMS Vox                            | 28 septembre 1943 | décembre 1943    | Vickers-Armstrongs Barrow-in-Furness | démoli en mai 1946      |       |
| P74         | HMS Vigorous                       | 15 octobre 1943   | janvier 1944     | Vickers-Armstrongs Barrow-in-Furness | démoli en décembre 1949 |       |
| P75         | HMS Virtue                         | 29 novembre 1943  | février 1944     | Vickers-Armstrongs Barrow-in-Furness | démoli en mai 1946      |       |
| P76         | HMS Visigoth                       | 30 novembre 1943  | mars 1944        | Vickers-Armstrongs Barrow-in-Furness | démoli en avril 1950    |       |

- Dix huit sous-marins ont été commandés dans le cadre du programme de 1942, le 21 mai. Douze furent réalisés. Six d'entre eux ont été annulés au début 1944 : HMS Veto (P88), Virile (P89), Visitant (P91), Upas (P92), Ulex (P93) et  Utopia (P94).

| N° de coque | Nom                                          | Lancement         | Service effectif | Chantier naval                       | Fin de carrière          | Photo |
| ----------- | -------------------------------------------- | ----------------- | ---------------- | ------------------------------------ | ------------------------ | ----- |
| P77         | HMS Vivid                                    | 15 septembre 1943 | janvier 1944     | Vickers-Armstrongs Walker-on-Tyne    | démoli en octobre 1950   |       |
| P78         | HMS Voracious                                | 11 novembre 1943  | mai 1944         | Vickers-Armstrongs Walker-on-Tyne    | démoli en mai 1946       |       |
| P79         | HMS Vulpine- Støren (1947)                   | 18 décembre 1943  | juin 1944        | Vickers-Armstrongs Walker-on-Tyne    | démoli en avril 1959     |       |
| P81         | HMS Varne                                    | 24 février 1944   | juillet 1944     | Vickers-Armstrongs Walker-on-Tyne    | démoli en septembre 1958 |       |
| P82         | HMS Upshot                                   | 24 février 1944   | mai 1944         | Vickers-Armstrongs Barrow-in-Furness | démoli en novembre 1949  |       |
| P83         | HMS Urtica                                   | 23 mars 1944      | juin 1944        | Vickers-Armstrongs Barrow-in-Furness | démoli en mars 1950      |       |
| P84         | HMS Vineyard Doris (FNFL, 1944)              | 8 mai 1944        | août 1944        | Vickers-Armstrongs Barrow-in-Furness | démoli en juin 1950      |       |
| P85         | HMS Variance- Utsira (1944)                  | 22 mai 1944       | août 1944        | Vickers-Armstrongs Barrow-in-Furness |                          |       |
| P86         | HMS Vengeful Delfin (1945)                   | 20 juillet 1944   | octobre 1944     | Vickers-Armstrongs Barrow-in-Furness | démoli en mars 1958      |       |
| P87         | HMS Vortex Morse (FFL, 1944)                 | 19 août 1944      | novembre 1944    | Vickers-Armstrongs Barrow-in-Furness | démoli en août 1958      |       |
| P95         | HMS Virulent- Argonáftis [Αργοναύτης] (1946) | 25 mars 1944      | octobre 1944     | Vickers-Armstrongs Walker-on-Tyne    | démoli en avril 1961     |       |
| P96         | HMS Volatile- Triaina (1946)                 | 20 juin 1944      | novembre 1944    | Vickers-Armstrongs Walker-on-Tyne    | démoli en décembre 1958  |       |

- Six autres sous-marins ont été commandés dans le programme 1942, le 17 novembre. Quatre d'entre eux ont été annulés le 23 janvier 1944.

| N° de coque | Nom                      | Lancement         | Service effectif | Chantier naval                    | Fin de carrière        | Photo |
| ----------- | ------------------------ | ----------------- | ---------------- | --------------------------------- | ---------------------- | ----- |
| P29         | HMS Votary Uthaug (1946) | 21 août 1944      | décembre 1944    | Vickers-Armstrongs Walker-on-Tyne |                        |       |
| P18         | HMS Vagabond-            | 19 septembre 1944 | février 1945     | Vickers-Armstrongs Walker-on-Tyne | démoli en janvier 1950 |       |

- Dix nouveaux sous-marins ont été commandés dans le cadre du programme de 1943, mais tous ont été annulés le 20 novembre 1943.

Huit n'ont jamais eu l'attribution d'un nom, sauf les deux : HMS Unbrilled (P11) et HMS Upward (P16).